# Sadd-e Khākhī-ye Ţoroq
Sadd-e Khākhī-ye Ţoroq (persiska: سد خاکی طرق) är en dammbyggnad i Iran.   Den ligger i provinsen Khorasan, i den nordöstra delen av landet, 700 km öster om huvudstaden Teheran. Sadd-e Khākhī-ye Ţoroq ligger 1 194 meter över havet.
Terrängen runt Sadd-e Khākhī-ye Ţoroq är kuperad åt nordväst, men åt sydost är den platt. Runt Sadd-e Khākhī-ye Ţoroq är det ganska tätbefolkat, med 185 invånare per kvadratkilometer. Närmaste större samhälle är Mashhad, 15,6 km norr om Sadd-e Khākhī-ye Ţoroq. Omgivningarna runt Sadd-e Khākhī-ye Ţoroq är i huvudsak ett öppet busklandskap.